# Pirmin Zurbriggen
Pirmin Zurbriggen (* 4. února 1963, Saas-Almagell, Švýcarsko) je někdejší švýcarský sjezdař, olympijský vítěz ve sjezdu na ZOH v kanadském Calgary v roce 1988. Kromě tohoto zlata zde tehdy získal bronz v obřím slalomu.
Během své závodní dráhy obsadil také řadu předních příček na závodech mistrovství světa, a to zejména ve sjezdu, obřím slalomu a super-G. Na vrcholu kariéry byl v letech 1985–1989.